# Lohmühlenstraße (Berlin-Alt-Treptow)
Die Lohmühlenstraße befindet sich im Berliner Ortsteil Alt-Treptow, ein kleinerer Abschnitt im Ortsteil Kreuzberg wurde 1978 entwidmet. Sie ist nach mehreren, heute nicht mehr erhaltenen Lohmühlen benannt, die bis zum Anfang des 19. Jahrhunderts Eichen- und Fichtenrinde (Lohe) zu Borkenmehl verarbeiteten. Sie war die älteste und bis 1906 einzige Straße im nördlichen Wohnbezirk des heutigen Ortsteils Alt-Treptow.

## Verlauf
Die Straße beginnt an der Lohmühlenbrücke, die dort über den Neuköllner Schifffahrtskanal führt und die Bezirke Neukölln und Treptow-Köpenick miteinander verbindet. Sie verläuft über den Lohmühlenplatz hinaus parallel zum Landwehrkanal, unterquert in Höhe der Kiefholzstraße die ehemalige Bahnstrecke Berlin–Görlitz und erreicht hinter der Jordanstraße an der Treptower Brücke den Flutgraben. Vor der Entwidmung des letzten Teilstücks im Jahr 1978 verlief sie auf der Lohmühleninsel weiter bis Vor dem Schlesischen Tor. Dieser Bereich wurde für den Kraftverkehr gesperrt, er ermöglicht Fußgängern und Radfahrern eine autofreie Verbindung zur Puschkinallee sowie – über den 1980 errichteten Ernst-Heilmann-Steg – zum Görlitzer Ufer in Kreuzberg.

## Geschichte
Im Jahr 1752 entstanden am damaligen Floßgraben (nach seinem Ausbau der Landwehrkanal) zwei Lohmühlen, die von den Gerbern Lutze und Busset betrieben wurden. Sie gelten als die beiden ersten gewerbsmäßig betriebenen Unternehmen der Landgemeinde Treptow. Dort wurde Holz, unter anderem aus der Köllnischen Heide, verarbeitet. Der Standort war in einer weiteren Hinsicht günstig, denn Lutze und Busset erfüllten damit gleichzeitig die Auflage, dass feuergefährliche Handwerke nur vor den Toren der Stadt ausgeübt werden durften. Vermutlich zum Transport von Waren entstand ein Wiesenpfad, der in einer Karte aus dem Jahr 1783 erstmals mit der Bezeichnung Kohlhorstweg verzeichnet ist. Er führte vom Schlesischen Tor an den Lohmühlen vorbei zur Vorderheide ins damals noch selbstständige Rixdorf, seit den 1930er Jahren ein Ortsteil des Bezirks Neuköllns. 1842 erscheint auf einer weiteren Karte der Lohmühlenweg, der bereits den heutigen Verlauf hatte. Er lag jedoch nicht vollständig auf Treptower Gebiet, sondern gehörte im westlichen Teil (ab der späteren Hausnummer 48) zu Rixdorf. Südlich der Straße befanden sich eine Feldscheune sowie einige wenige Häuser, die zu Handelsgärtnereien gehörten, die sich nach 1840 entlang der Bahnlinie ansiedelten. Im Berliner Adressbuch ist der Lohmühlenweg erstmals im Jahr 1874 ausgewiesen mit dem Verlauf von Am Wiesenweg bis zu An der Treptower Brücke ohne Angabe von Parzellennummern.

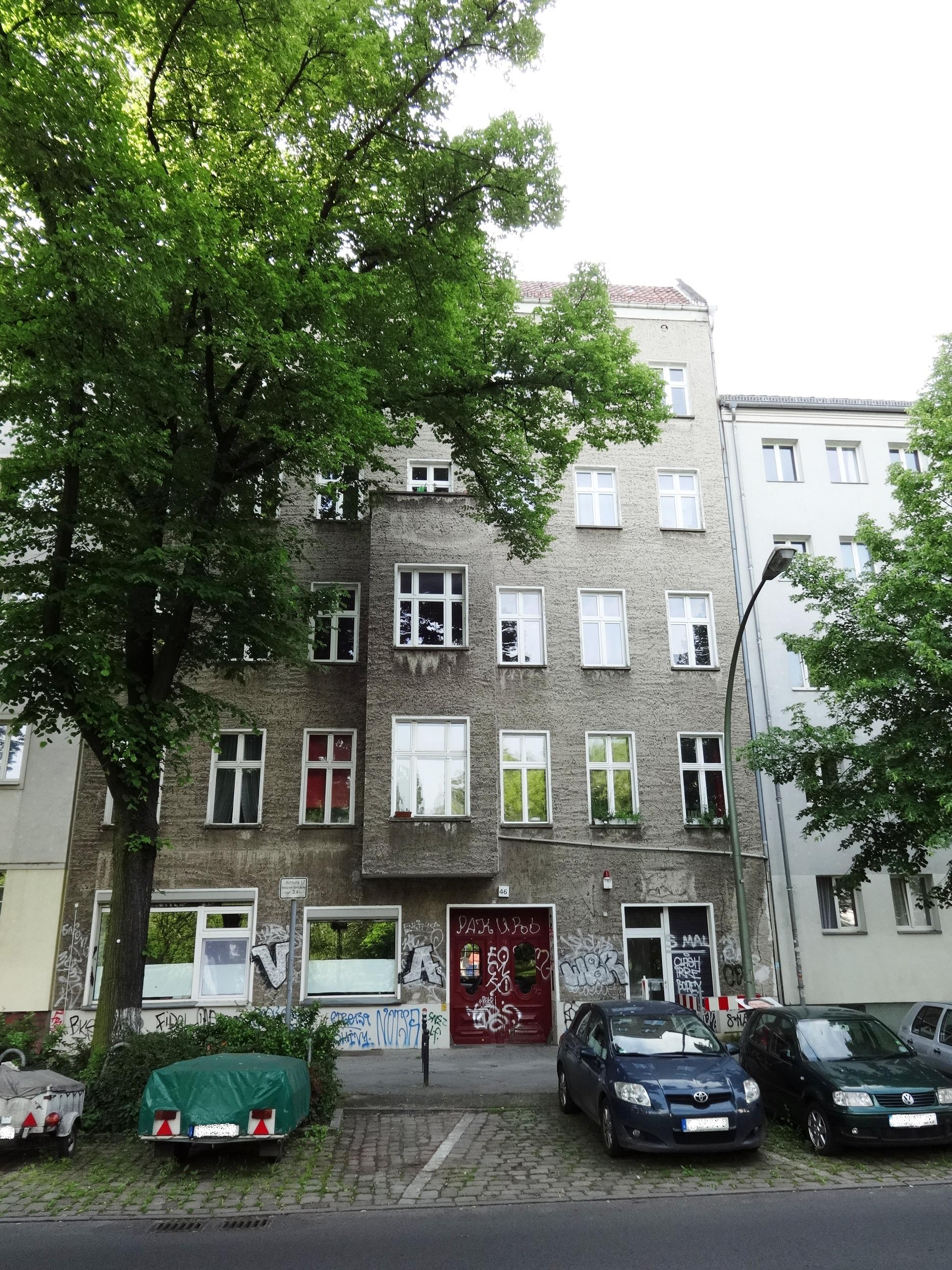
Haus des Ratszimmermeisters Otto aus dem Jahr 1898

Die Lohmühle von Busset brannte 1860 ab und wurde nicht wieder aufgebaut. Auf dem Bauplatz ließ sich die Lederfabrik von Carl Kampfmeyer nieder, die später in die Firma Dr. M. J. Salomon und Co. überführt wurde. Mit dem Ausbau des Rixdorfer Stichkanals, der 1912 bis 1913 bis zum Teltowkanal verlängert wurde (heute: Neuköllner Schifffahrtskanal), änderte sich die Struktur der ansässigen Betriebe: Der Grundwasserspiegel sank um durchschnittlich zwei Meter und machte daher den Standort für die bislang dort tätigen Gärtnereien unrentabel. Dennoch blieb die Lage am Landwehrkanal für Gewerbebetriebe günstig; statt Blumen wurden nun Bau- und Brennstoffe in die Stadt transportiert. Durch die Nähe zum schiffbaren Landwehrkanal entstanden um die Wende zum 20. Jahrhundert an der Lohmühlenstraße große Lagerplätze im Eigentum der Stadt Berlin. Beispielsweise befanden sich auf dem Grundstück Nummer 6 ein Holzlagerplatz der Vereinigung der Stellmacher Berlins, auf den Grundstücken 7–9 ein von der Anilin-Fabrikation AG gepachteter Lagerplatz, die Firma Hedwigshütte, Anthrazit-Kohlen- und Cokeswerke J. Stevenson nutzte die Parzelle 10 zur Lagerung von Kohle. Weitere zwölf Holzplätze gab es auf den Parzellen 20–22, 23/24, 27–32, 33, 112/113, 114/115, 122/123, 129/130, 133, 134, 136 und 139 sowie einen Stein- und einen Zimmerplatz. An der Kreuzung zur Straße 36 (der späteren Isingstraße) siedelte sich die Schmiede Neumann an. Sie versorgte die Gespanne, die von der Lohmühlenstraße aus Bau- und Brennstoffe in die Stadt transportierten.
Neben traditionellem Handwerk entstanden auch die ersten Industriebetriebe. Das bekannteste Unternehmen war die Chemische Fabrik von Max August Jordan, die ab dem 11. Dezember 1850 Farbstoffe und andere chemische Endprodukte herstellte. Am 21. Juli 1873 wurde sie mit der Gesellschaft für Anilinfabrikation mbH in Rummelsburg zur Actien-Gesellschaft für Anilin-Fabrication, der späteren Agfa, vereint. Die Vorbereitungen für die erste Berliner Gewerbeausstellung im nahegelegenen Treptower Park führten dazu, dass sich die Gegend weiter entwickelte: Die Straße erhielt in den Jahren 1895/1896 ein grobes Pflaster; Wohnhäuser entstanden und Linien der BESTAG befuhren bis 1911 die Straße. Am 26. Juli 1897 erfolgte die amtliche Benennung als „Lohmühlenstraße“.
Der Ratszimmermeister Robert Otto baute 1898 das heute noch erhaltene Haus mit der Nummer 46. Er besaß in unmittelbarer Nähe ein Sägewerk mit einem Holzlagerplatz. Ein Jahr später kamen die Häuser mit den Nummern 25 und 26 sowie 52 hinzu. Alle drei wurden im Zweiten Weltkrieg durch Bomben zerstört und abgerissen. Im Haus Nummer 52 befand sich ein Postamt des Berliner Postzustellbezirks 36. In den darauf folgenden Jahren entstanden weitere Wohnhäuser, die teilweise noch existieren, teilweise jedoch im Zweiten Weltkrieg ebenfalls zerstört wurden. Nach 1934 entstand der Lucke-Wohnblock mit dem Häuserkomplex Grabowstraße 9 bis Schmollerplatz 12 sowie den Häusern in der Lohmühlenstraße 47–49. Lucke war ebenfalls ein Holzhändler, dessen Nachfahren auf seinen Grundstücken insgesamt 16 Häuser mit 202 Wohnungen errichten ließen.

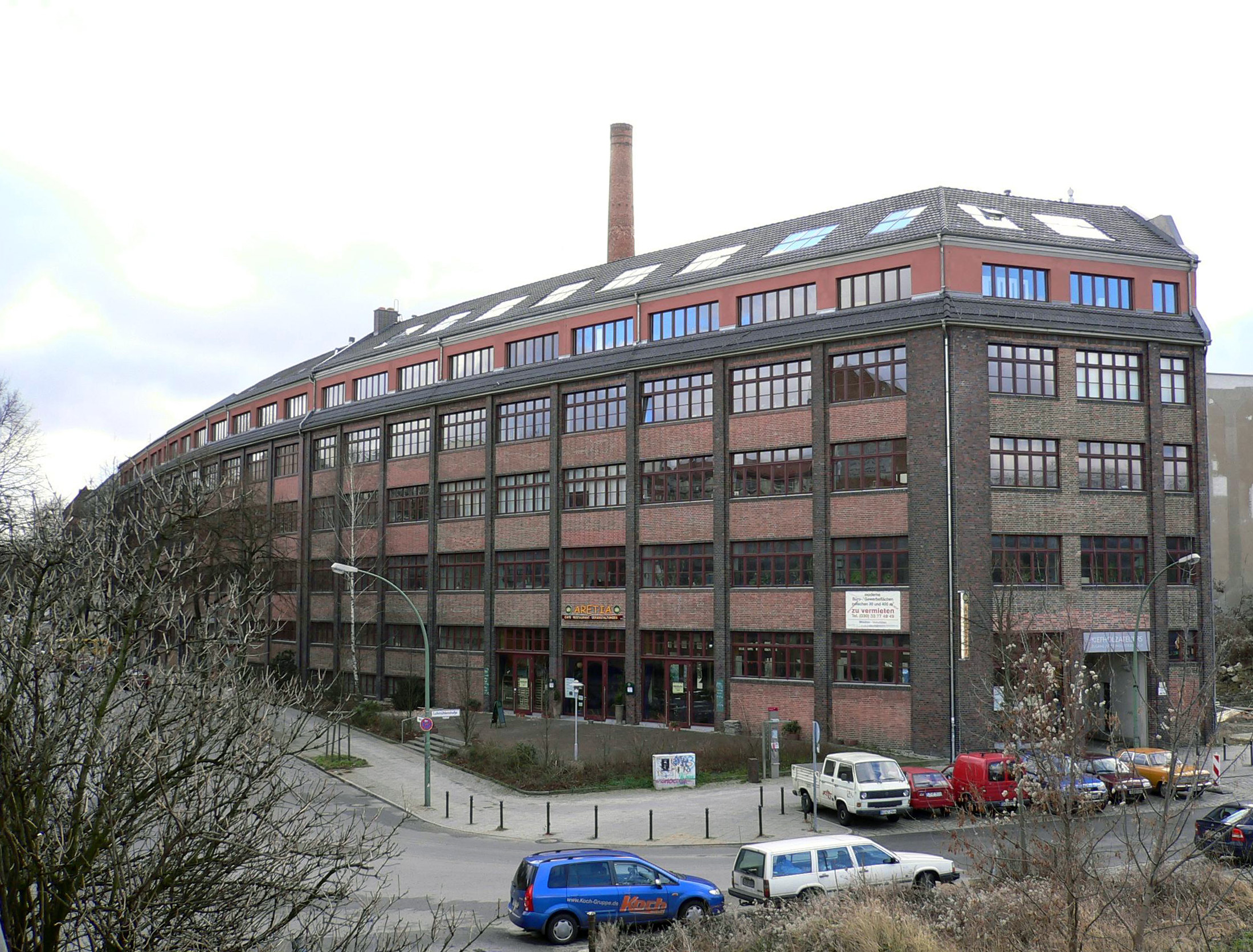
Ehemaliges Fabrikgebäude Fritz Weber und Co

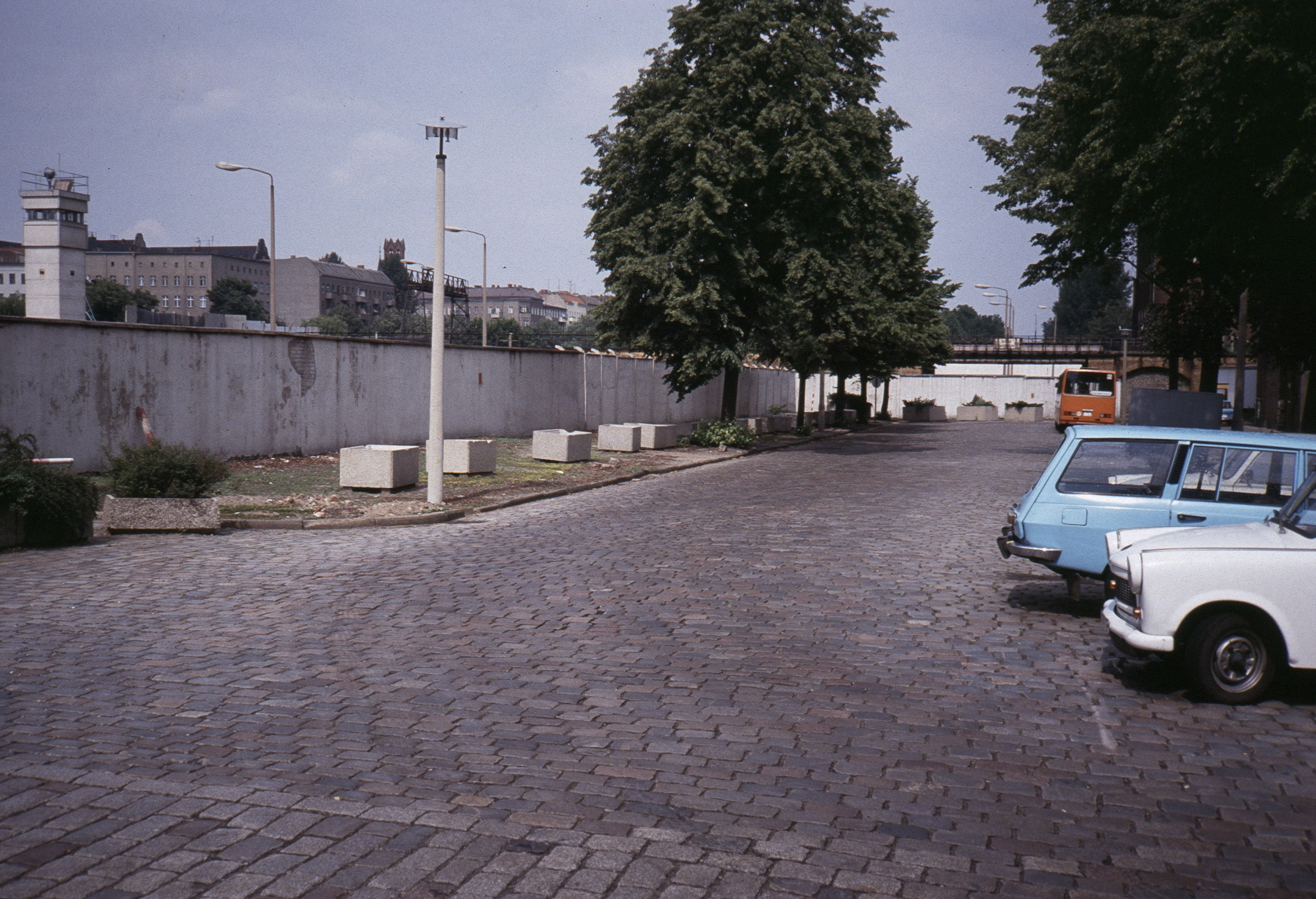
Nordabschnitt der Lohmühlenstraße mit Hinterlandmauer, 1990

Mit dem steigenden Wohnungsbau zogen sich immer mehr Industriebetriebe aus der Lohmühlenstraße zurück. Ein Grund waren zunehmende Beschwerden der Anwohner über die Immissionen, die von den Unternehmen ausgingen. So verzeichnete ein Protokoll der Bezirksverordnetenversammlung aus den 1920er Jahren eine Beschwerde über den „bestialischen Gestank“, der von der Lederfabrik ausgehe – sie gab 1931 schließlich die Produktionsstätte auf. An ihrer Stelle entstand die Kistenfabrik Reschke. In den 1930er Jahren verblieben von dem übrigen Gewerbe im Wesentlichen nur die Verkaufsabteilungen der I.G. Farben sowie die Fotoabteilung von Agfa. Dennoch fanden auch Neuansiedlungen statt. Die Firma Fritz Weber und Co. Metallwaren- und Laternenfabrik zog von der Graetzstraße (seit den 1970er Jahren: Karl-Kunger-Straße) auf ein Gelände in der Lohmühlenstraße 63 / Ecke Kiefholzstraße 1–4 (der Hausnummernverlauf folgt dem Prinzip der Hufeisennummerierung) und errichtete dort von 1935 bis 1940 einen Firmenkomplex. In den Gebäuden mit den Hausnummern 1–4 produzierte Fritz Weber und Co. Waffen für den Zweiten Weltkrieg. Er bediente sich dabei unter anderem einiger sowjetischer Zwangsarbeiter, die in einem Lager in der Lohmühlenstraße 23/24 untergebracht waren. Im gegenüberliegenden Gebäude mit der Hausnummer 55 befand sich ein Ausländerlager, in dem ebenfalls Menschen zur Zwangsarbeit herangezogen wurden. In der Lohmühlenstraße 60 befand sich in der NS-Zeit ein Lokal der SA. Am 21. Juni 1944 und am 3. Februar 1945 fanden zum Teil heftige Luftangriffe amerikanischer Bomber statt. Sie zielten insbesondere auf die Fabrikgebäude, dennoch wurden auch 20 Wohngebäude in der Straße vollständig zerstört oder mussten anschließend abgerissen werden. Drei Häuser konnten wieder aufgebaut werden und nur sieben Häuser waren kaum oder gar nicht von den Bombenabwürfen betroffen. In der Straße fanden noch bis zum 26. April 1945 Kämpfe statt. Nach dem Zweiten Weltkrieg wurde Webers Betrieb enteignet und in dem Gebäude der Fertigungsbereich 3 der VEB Berliner Werkzeugmaschinenfabrik eingerichtet.
Ein Großteil der in der Lohmühlenstraße befindlichen Wohngebäude stammt aus den Jahren 1959/1960. In dieser Zeit wurden 207 Wohnungen errichtet. Mit dem Bau der Berliner Mauer 1961 kam die Bautätigkeit zum Erliegen. Die Straße wurde ein Teil der Grenzbefestigung zwischen West- und Ost-Berlin. Die Mauer verlief an der Lohmühlenbrücke entlang und schränkte damit den Zugang zu einigen Wohnungen der Lohmühlenstraße ein, die östlich des Neuköllner Verbindungskanals lagen. Das verbleibende Stück der Straße auf West-Berliner-Gebiet wurde 1978 entwidmet. Zwischen 1976 und 1978 entstanden 40 weitere Wohnungen. 1988 erfolgte ein Gebietstausch, demzufolge der Lohmühlenplatz zu West-Berlin kam. Seit der politischen Wende ist die Verbindung wieder offen. An diesen besonderen Ort erinnert seit dem Ende des 20. Jahrhunderts ein Gedenkstein sowie 45 Kirschbäume, die im Nachgang einer Spendenaktion eines japanischen Fernsehsenders, der Sakura-Campaign, längs des ehemaligen Wiesenufers aufgestellt wurden. Entlang der Straße sind nur noch wenige Spuren der Mauer erhalten geblieben. So findet man zwischen den Häusern mit den Nummern 35 und 31 ein durchlaufendes Gestänge, das seinerzeit als Grenzgebietsmarkierung genutzt wurde. Auffällig ist das freistehende Haus Lohmühlenstraße 35/36. Es war einst Bestandteil einer Blockrandbebauung, stand jedoch im Knickpunkt der Grenzanlagen. Der südwestliche Teil der Bebauung wurde abgerissen, sodass heute an dieser Stelle eine Brandmauer zu sehen ist. Südwestlich der Baumallee befindet sich der Lohmühlenplatz mit einer Schmetterlingswiese. Unterhalb der stillgelegten Eisenbahnbrücke besteht seit 1991 das Wagendorf Lohmühle mit Hochbeeten, einem Ökolehrpfad sowie einer Theaterbühne.

## Bauwerke
Die Brücken sowie der Bahndamm der Berlin-Görlitzer Eisenbahn stehen unter Denkmalschutz. Sie entstanden in den Jahren 1867–1895 im Zuge des gleichnamigen Baus der Eisenbahn auf Geheiß der Königlichen Eisenbahndirektion Berlin. Ebenfalls unter Denkmalschutz steht die Agfa-Fabrik in der Jordanstraße 1–4 sowie der Lohmühlenstraße 65 und 66, die 1901 nach einem Entwurf von Paul Karchow entstand. Gleiches gilt für das Gebäude von Weber und Co. in der Kiefholzstraße 1–4 sowie der Lohmühlenstraße 63. Das Baudenkmal entstand von 1935 bis 1938 unter der Leitung von Friedrich Wermke.

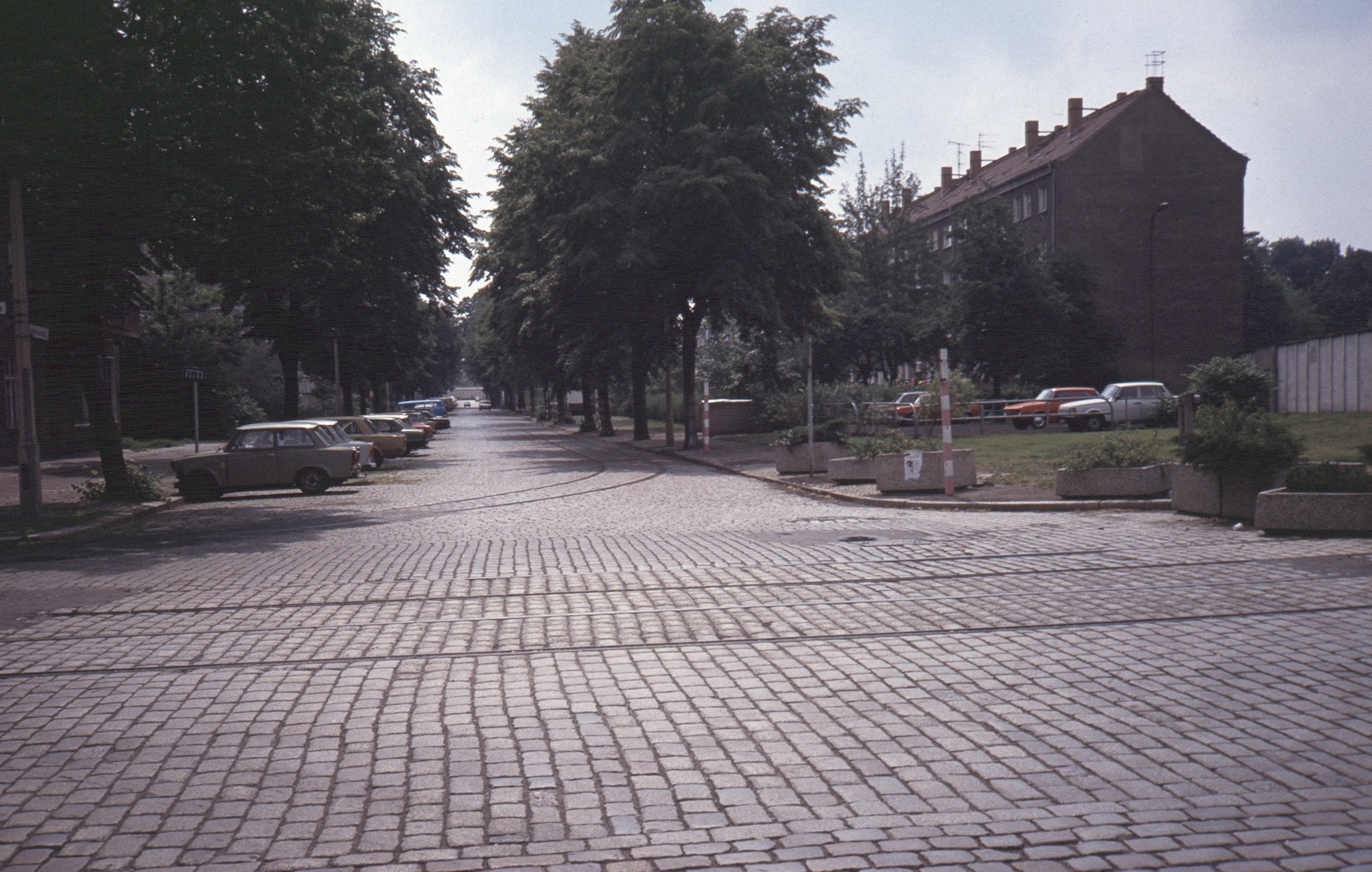
Lohmühlenstraße mit stillgelegten Straßenbahngleisen an der Ecke Karl-Kunger-Straße, 1990
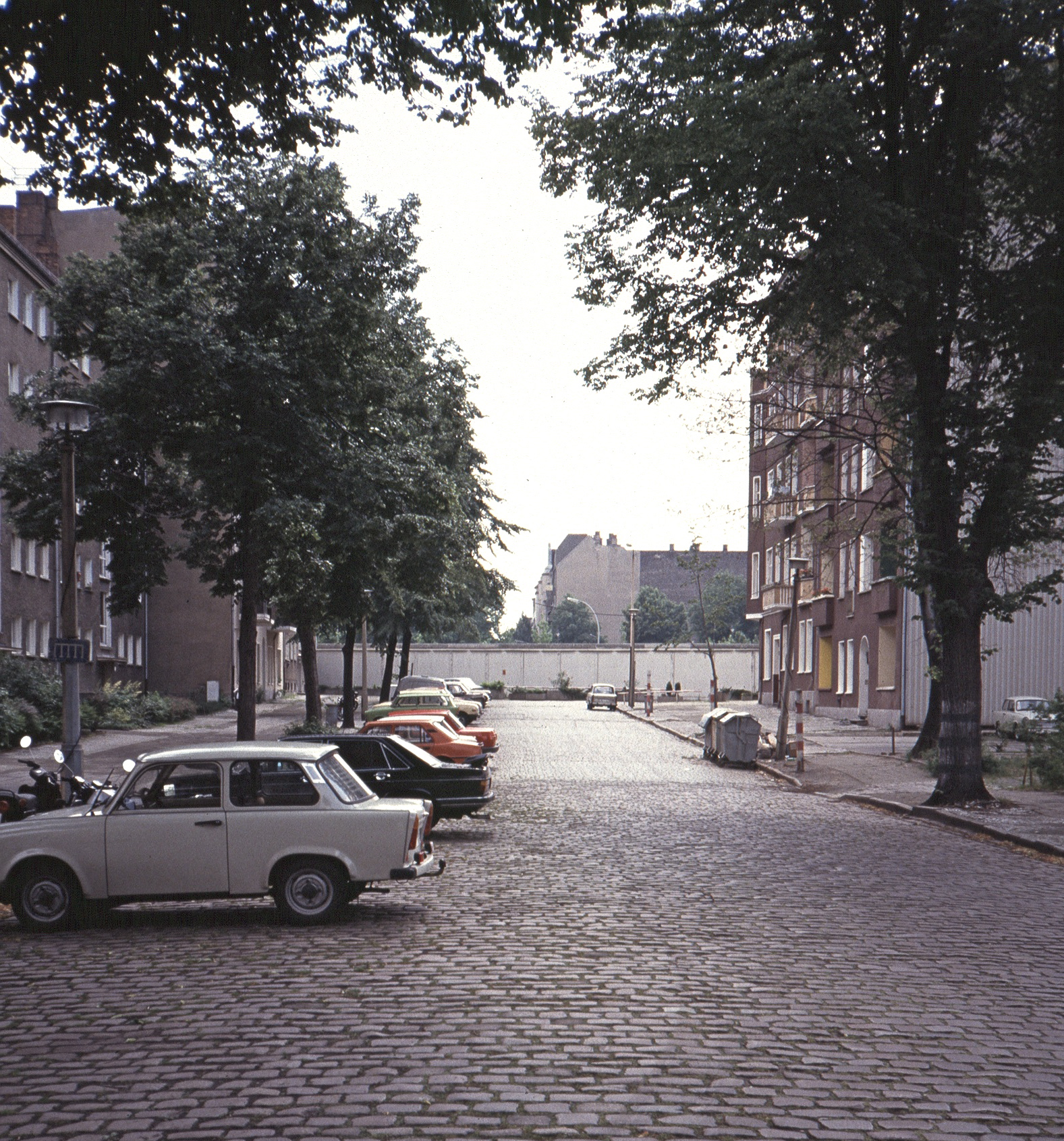
Südliches Ende der Lohmühlenstraße vor dem Abriss der Berliner Mauer, Juni 1990
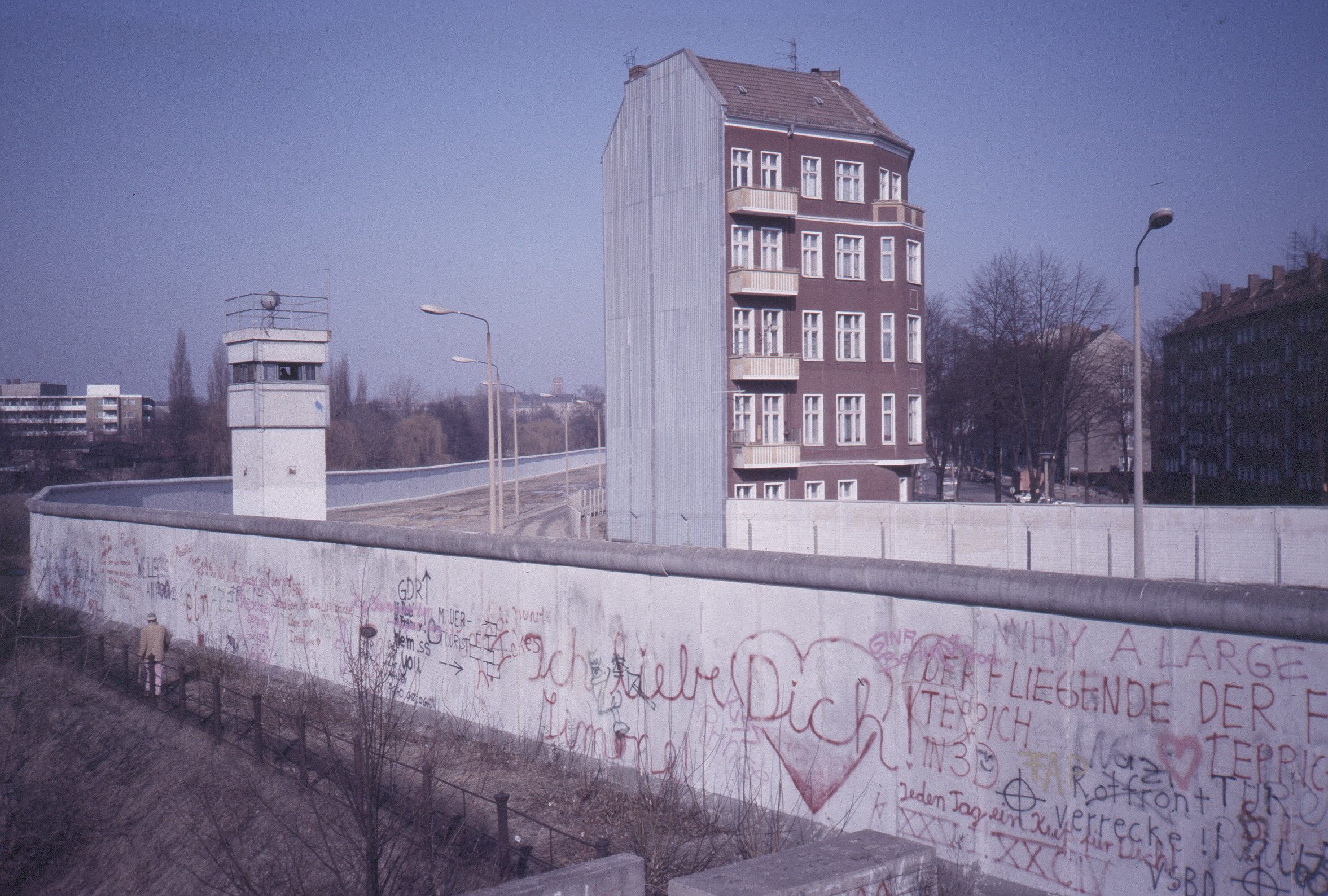
Ehemaliges Wiesenufer und Lohmühlenstraße mit Grenzanlagen von Süden gesehen, 1987
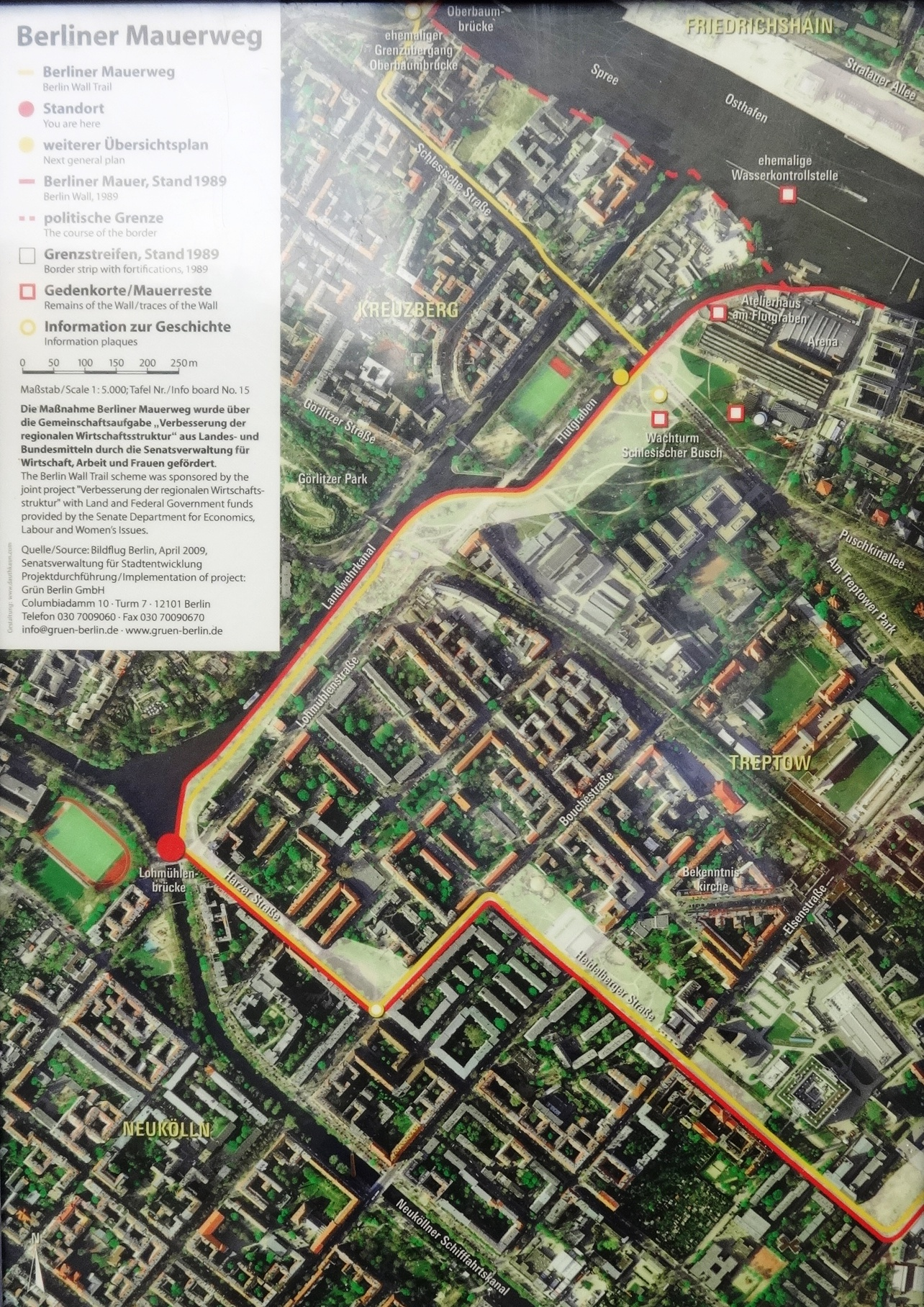
Grenzverlauf der Berliner Mauer
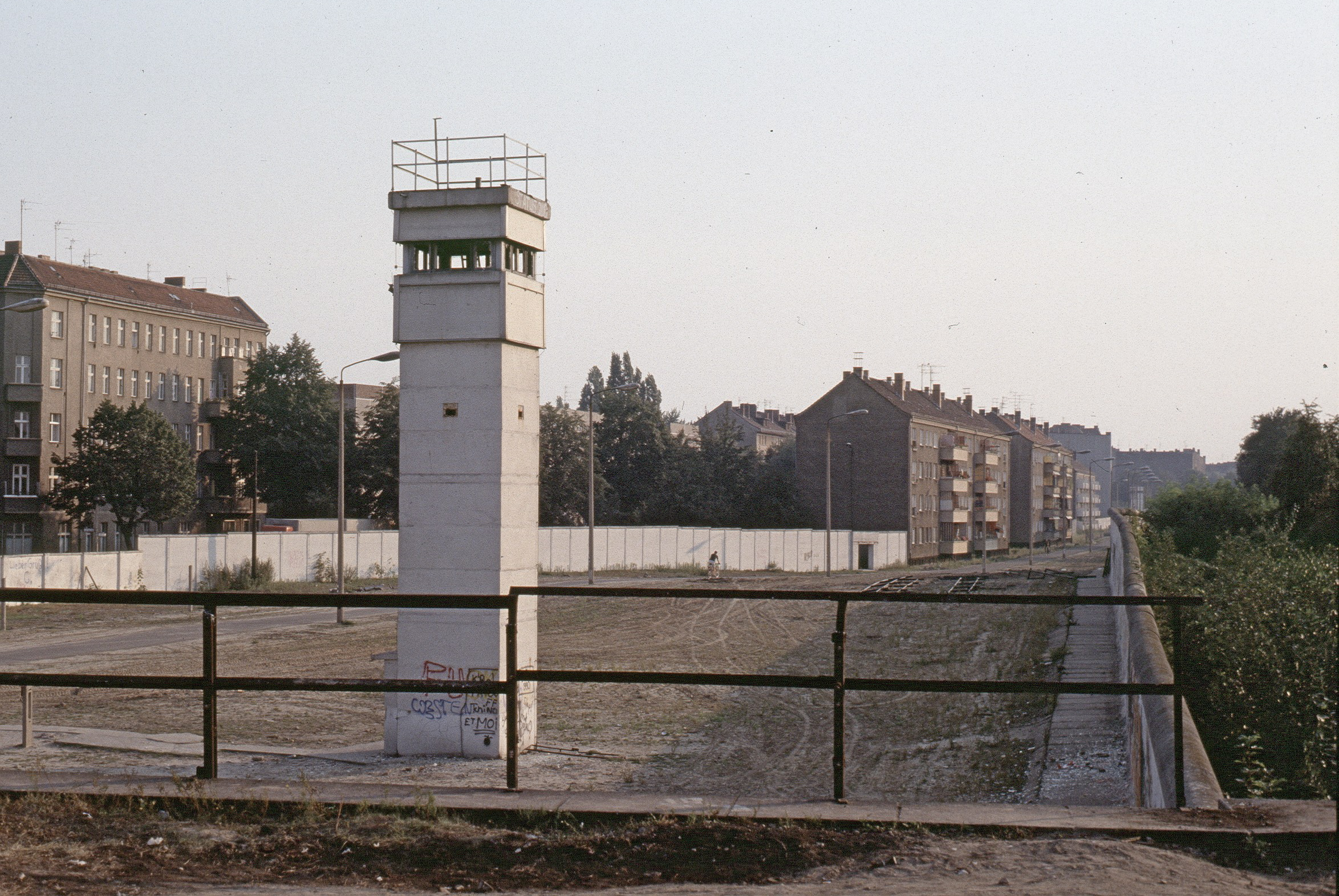
Die Häuser an der Westseite der Straße ragten in den Todesstreifen hinein
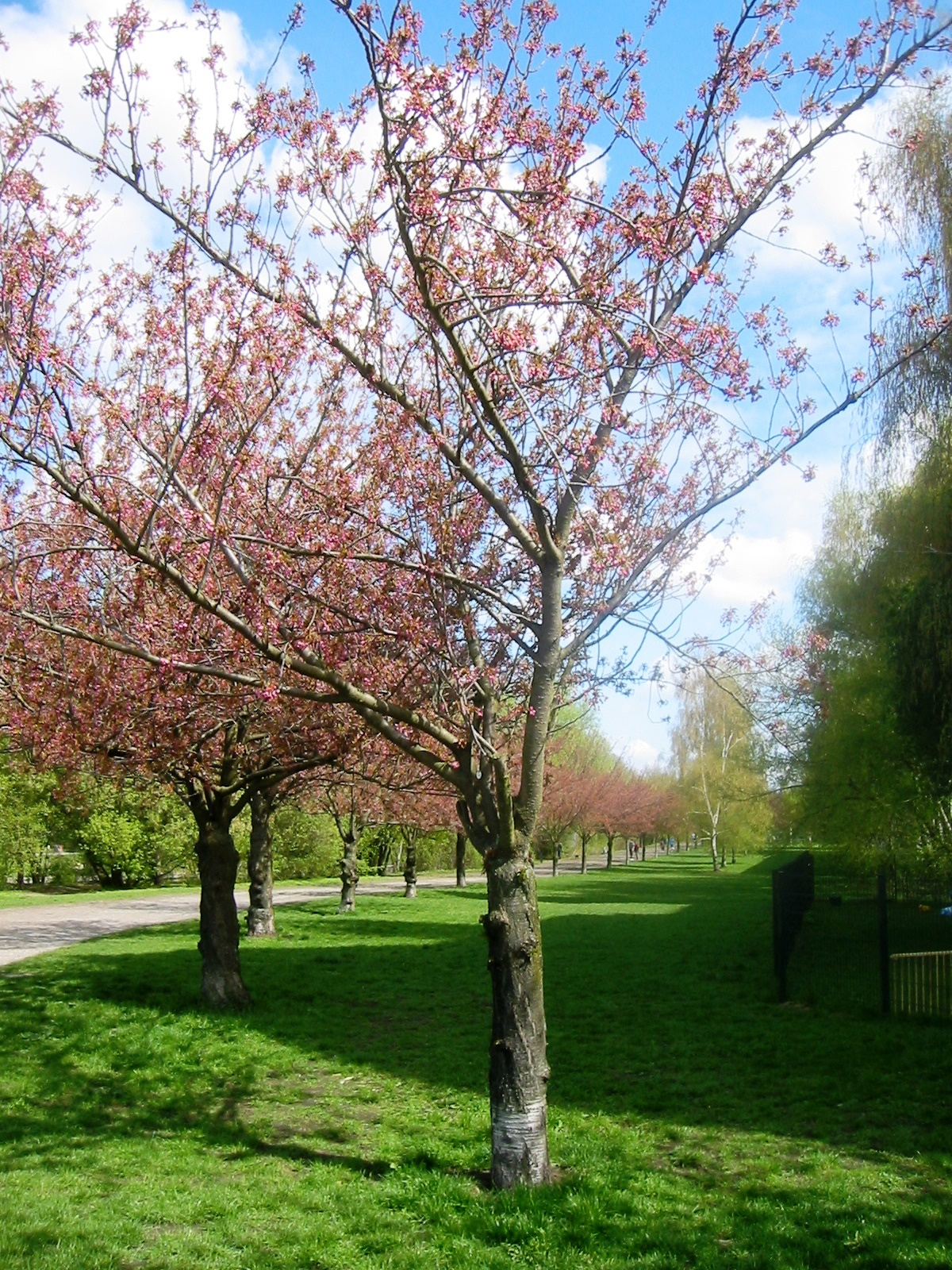
Kirschbäume der Sakura-Campaign am früheren Wiesenufer